# Ygos-Saint-Saturnin

Ygos-Saint-Saturnin este o comună în departamentul Landes din sud-vestul Franței. În 2009 avea o populație de 1.187 de locuitori.

## Evoluția populației
| An        | 1975  | 1982  | 1990  | 1999  | 2006  | 2009  |
| --------- | ----- | ----- | ----- | ----- | ----- | ----- |
| Populație | 1.420 | 1.282 | 1.207 | 1.131 | 1.091 | 1.187 |